# Castel Pietraio

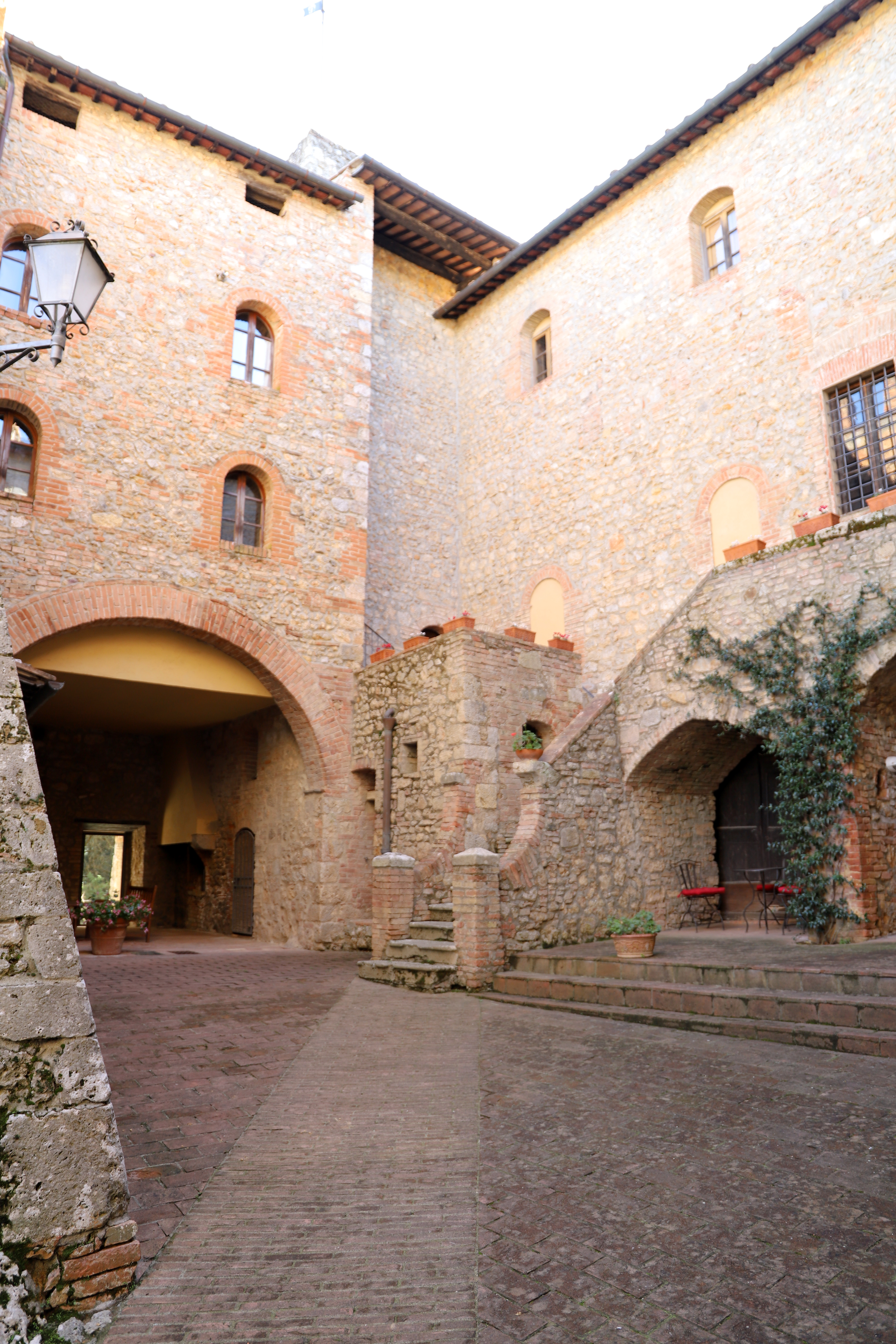
Il cortile

Castel Pietraio è una fortificazione lungo la via Francigena ai piedi della Montagnola Senese nel comune di Monteriggioni.

## Storia
La storia del Castello Pietraio si identifica nella complessa serie di vicende legate alla conquista e al controllo del territorio e delle vie di comunicazione in quanto sorse con ogni probabilità per controllare l'antica via Francigena che nel X secolo secondo Sigerico percorreva il crinale della collina e provenendo da Strove, passava per Castel Pietraio per giungere all'abbazia di Abbadia a Isola, a Monteriggioni e infine a Siena.
Alla fine del X secolo signori di Strove e di Staggia Senese erano i Lambardi, illustre famiglia di legge salica che vari genealogisti fanno discendere dalla contessa Ava di Zenovi, il cui sarcofago è tuttora visibile all'interno (navata destra) dell'abbadia a Isola. In una pergamena del fondo di Sant'Eugenio, risalente all'anno 1164 e che riporta l'albero genealogico della contessa Ava e l'elenco di tutti i beni appartenenti alla sua famiglia, è disegnata una piccola torre con la dicitura "Turris de Strove", ricordata  nell'elenco del beni della chiesa di "Sancto Petro". Questo documento insieme ad altri dell'archivio di Abbadia ad Isola ricordano la chiesa di San Pietro riferita a Strove ha portato all'ipotesi di identificare con Castel Petraio il castello di Strove.
Castel Petraio o Pietraio è tuttavia ricordato per la prima volta in un documento dell'abbazia databile tra la fine del XII secolo e l'inizio del XIII secolo.
Dopo alterne vicende e acquisizioni varie attorno alla metà dell'Ottocento ne fu proprietario Stefano Masson, imprenditore di origine savoiarda che elesse la Val d’Elsa come centro dei propri affari, contribuendo alla trasformazione di Colle da piccola città medievale a centro manifatturiero; di sua commissione rimane l’affresco rappresentante Colle di Val D’Elsa e le sue ferriere nel salone al primo piano del castello. Dopo di lui si sono succeduti la Curia Vescovile di Colle di Val d’Elsa, il conte Pietro Terrosi Vagnoli, fino ai giorni nostri con la famiglia dei baroni Neri-Del Nero.
Oggi è una residenza privata sede di un’azienda vitivinicola e agrituristica.

## Descrizione
L'attuale configurazione del castello deriva dalle varie adduzioni risalenti a varie epoche tra le quali importanti quelle del XV secolo. Il complesso incluso entro una cinta muraria è a pianta quadrangolare irregolare e si articola attorno ad una corte dove è presente una cisterna per la raccolta dell'acqua piovana e due corpi di scala esterni che danno accesso agli edifici.

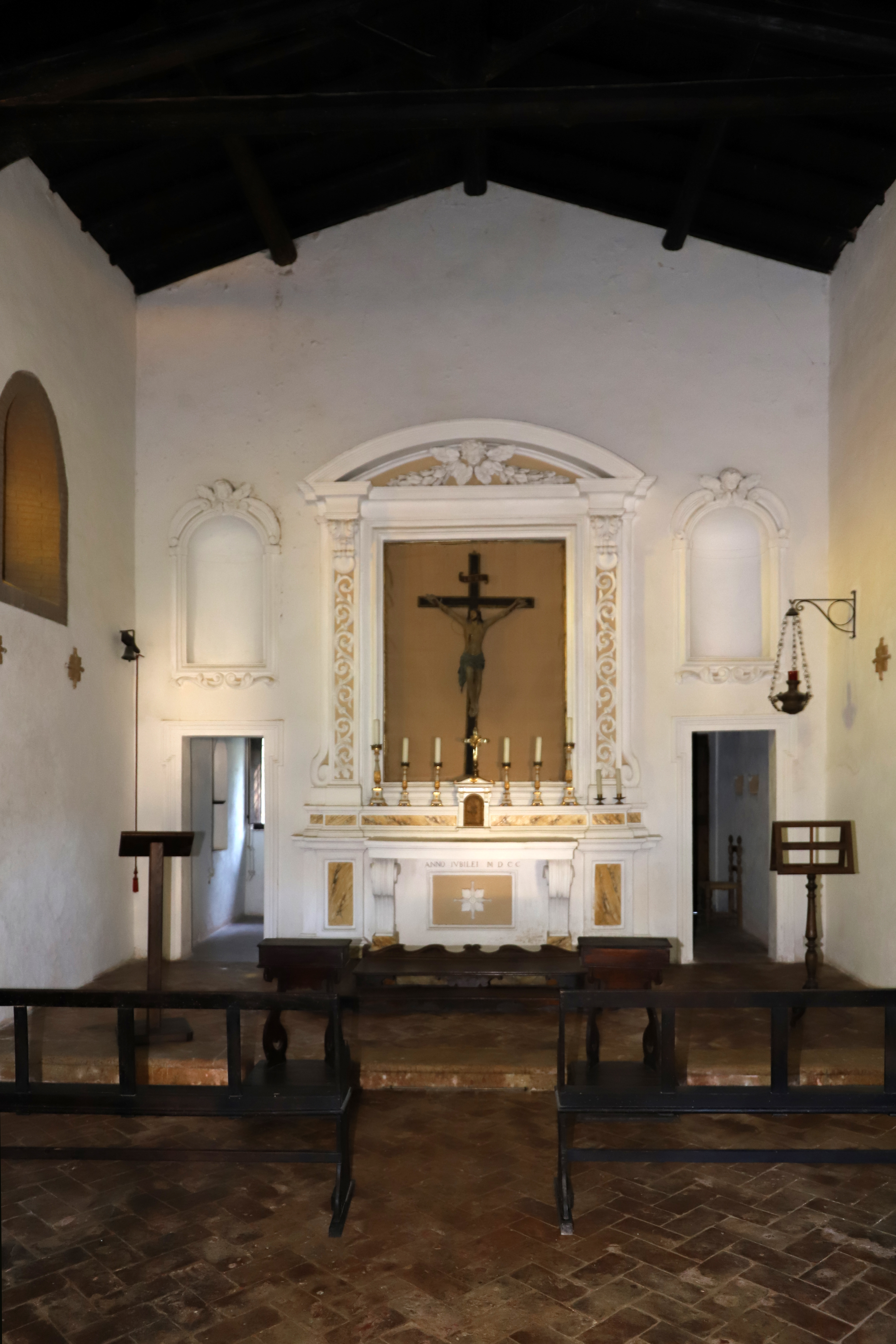
La cappella

Il nucleo più antico di Castel Pietraio è la sua alta torre quadrangolare con merlatura guelfa sostenuta da beccatelli in pietra su cui poggiano archetti in mattoni, i resti emergenti dal terreno della cinta muraria del castello di forma irregolare e la torretta circolare che contiene la cisterna ancora esistente sul lato sud-est. Alla torre furono addossati nel XV secolo altri corpi di fabbrica che conferirono al complesso l'attuale disegno con corte interna munita di pozzo.
Allo stesso periodo è riconducibile la costruzione della chiesa dedicata ai Santi Pietro e Paolo situata ad un livello leggermente più basso proprio all'entrata del castello dalla parte che guarda verso Strove, mentre una serie di edifici rurali esterni al castello e risalenti al XV il secolo formano il piccolo borgo di Castel Pietraio.
La chiesa, dalla facciata con profilo a capanna realizzata in pietra mista con pianta rettangolare ad aula coperta con tetto a capanna e rosone centrale oltre a finestre rettangolari "basse" tipiche delle chiese lungo gli itinerari dei pellegrinaggi e ricalca una tipologia diffusa per gli edifici di culto della campagna senese del XV-XVI secolo. Si apre un semplice portale rettangolare che immette all'interno dove troneggia un altare barocco con al centro un grande crocefisso, mentre la pala d'altare è conservata all'interno del castello. 
All'interno del complesso si dispongono i numerosi ambienti di magazzino, cantine di servizio e residenziali, che conservano per lo più sia l'originaria copertura a volta e solai a travi di legno sia le pavimentazioni a mattoni. Molti di esso hanno porte con cornici e architravi decorati con lo stemma della famiglia Capacci. Tra questi si distinguono la vasta galleria delle armi con le capriate di legno e la sala da pranzo. Quest'ultima corrisponde in un corpo di fabbrica aggiunto nella prima metà del XIX secolo e addossato al corpo sud, contenente vaste decorazioni sulle pareti con vedute paesaggistiche di Colle di Val'Elsa, le terme e le sue ferriere.